# RL-83 Blindicide

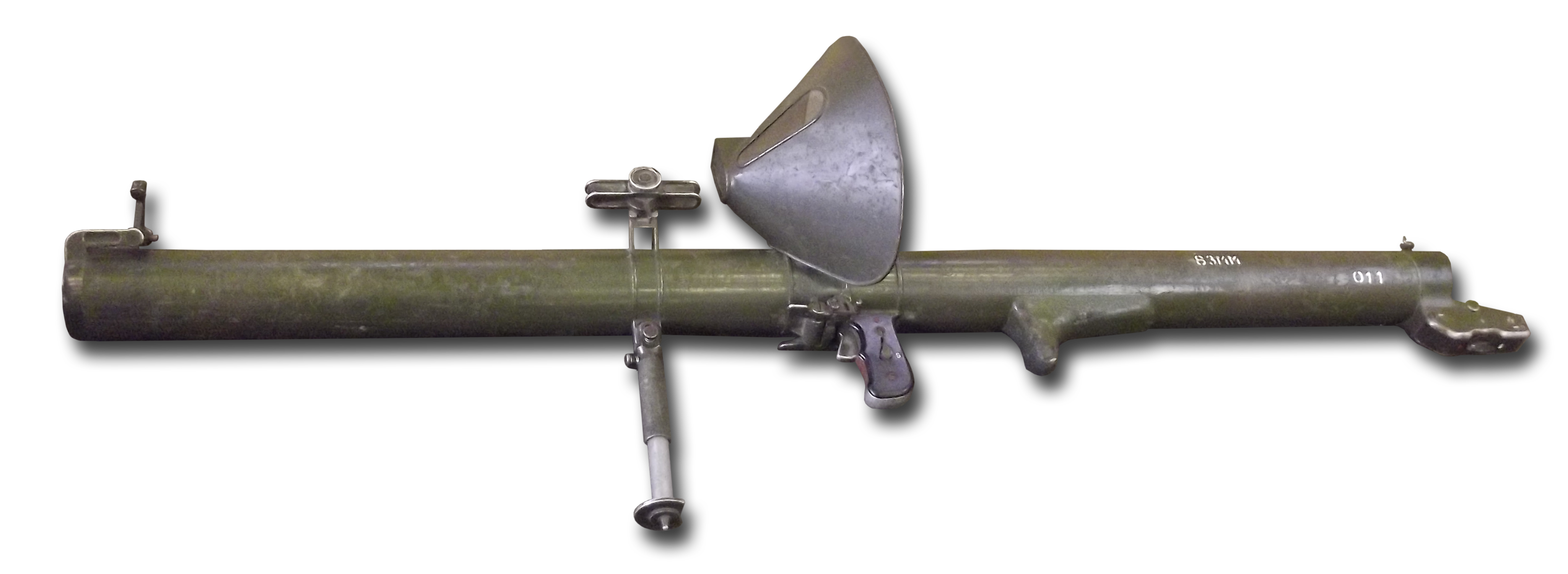
Mecar Blindicide RL-83 con visera belga y monopie extendido

El RL-83 Blindicide es un lanzador de cohetes antitanque de origen belga, siendo una versión mejorada de la bazooka M20A1. Entró en servicio con las fuerzas belgas durante el conflicto del Congo y se encuentra en uso por México y Suiza.

## Características
Utiliza un proyectil de 83 mm, con un peso total aproximado de 8.4 kg y un alcance de entre 400 y 900 metros de distancia.